# 东方鰆鲹
东方鰆鲹（学名：Chorinemus orientalis）为鲹科鰆鲹属的鱼类。分布于印度洋、日本、台湾岛以及南海诸岛、广东沿海等，属于暖水性中上层鱼类。
其种加词“orientalis”意为“东方的”。